# Lichtenberger Musikstiftung Herfried Apel
Die Lichtenberger Musikstiftung Herfried Apel ist eine private Stiftung, gegründet von Herfried Apel aus Fischbachtal-Lichtenberg zur Förderung von Nachwuchstalenten auf dem Gebiet der klassischen Musik.
Die Stiftung vergibt alle zwei Jahre einen mit 5.000 € dotierten Preis im Rahmen der Lichtenberger Schlosskonzerte an einen Nachwuchsmusiker.
Die seitherigen Preisträger waren:
- 2004: Maria-Elisabeth Lott, Violine
- 2006: Frank Düpree, Klavier
- 2008: Isang David Enders, Violoncello
- 2010: Magdalena Müllerperth, Klavier
- 2012: Isabelle Müller, Harfe
- 2014: Caroline Adomeit, Violine
- 2016: Marina Müllerperth, Klavier
- 2018: Anne Maria Wehrmeyer, Violine
- 2020: Julia Lange, Gitarre
- 2022: Arne Zeller, Violoncello[1]
- 2024: Helene Freytag (Violine), Wilhelmine Freytag (Klavier)